# Тровоада, Мигел
Мигел душ Анжуш да Кунья Лижбоа Тровоада (порт. Miguel dos Anjos da Cunha Lisboa Trovoada) (родился в 1936 году, город Сан-Томе, Сан-Томе и Принсипи) — бывший первый премьер-министр (1975—1979) и второй президент (1991—2001) Демократической Республики Сан-Томе и Принсипи, в настоящее время — исполнительный секретарь Комиссии Гвинейского залива.
Родился в г. Сан-Томе, окончил школу в Анголе, изучал право в Лиссабонском университете (Португалия). В 1960 году основал со своим бывшим одноклассником Мануэлом Пинту да Коштой Комитет освобождения Сан-Томе и Принсипи (с 1972 года — Движение освобождения Сан-Томе и Принсипи) являлся его директором иностранных дел с 1961 до 1975 год, добился в 1972 году признания МЛСТП Организацией африканского единства (ОАЕ).
После провозглашения независимости Сан-Томе и Принсипи 12 июля 1975 года стал первым премьер-министром Демократической Республики Сан-Томе и Принсипи и оставался им до марта 1979 года. Отношения с президентом Мануэлом Пинту да Коштой постоянно ухудшались и достигли своей кульминации в марте 1979 года, когда президент снял Тровоаду с поста, назначил министром промышленности, строительства и рыболовства, а в конце года обвинил в антиправительственном заговоре и посадил в тюрьму. После 21 месяца тюремного заключения Тровоада направился в эмиграцию во Францию.
В мае 1990 года, после принятия демократической конституции Сан-Томе и Принсипи, возвратился в страну и вступил в кампанию по выборам президента. В 1991 году был избран президентом на первых многопартийных выборах, переизбран в 1996 году. При избрании президентом не являлся членом ни одной из партий, но в конце первого срока создал новую политическую партию — Независимое демократическое действие (ADI).
Из-за того, что по конституции Сан-Томе и Принсипи являлась полупрезидентской республикой, с сильной властью премьер-министра, вся каденция Тровоады прошла в противостоянии президента и парламента, выдвигавшего премьера и почти все время оппозиционного президенту. Попыткой найти выход из глубокого политического кризиса, продолжающегося годами, был Форум национального единства и реконструкции, который должен был предложить пути разрешения политического кризиса. Форум состоялся 27-30 марта 1998 года и собрал около 600 делегатов, включая 55 членов парламента. Хотя Форум был созван Тровоадой, участники указали на слишком широкие полномочия президента. Общим решением было организовать ревизию конституции и установить переходный период, во время которого должно было работать коалиционное правительство. В качестве инструмента нормализации власти в стране рассматривалось перераспределение полномочий в сторону большего усиления парламента. Представители Тровоады сумели саботировать решения Форума и реформа государственности власти проведена не была.
В сфере экономики проводилась либеральная политика, проводившаяся под руководством IMF. Она привела к существенному падению уровня жизни, повышению цен на продовольствие, бензин и девальвацию национальной валюты добры на 40% уже в первые годы правления Тровоады. В дальнейшем тяжелая экономическая ситуация и политический кризис привели к военному перевороту 15 августа 1995 года. Непосредственной причиной путча была длительная, 6-месячная задержка солдатского жалованья, плохое снабжение и бытовые условия проживания солдат. Младший лейтенант Мануэл Кинташ де Алмейда был провозглашён главой Хунты национального спасения. Однако под давлением международного сообщества военные вернули власть Тровоаде уже 22 августа.
Президентские выборы, изначально назначенные на март 1996 года, в итоге были перенесены на несколько месяцев из-за неспособности властей провести регистрацию избирателей. Наконец, 30 июня состоялся первый, а 21 июля – второй тур выборов. Победителем оказался Тровоада с результатом 52,7%, что, на фоне нервозной политической обстановки, породило подозрения в фальсификации результатов.
Полная зависимость от иностранной помощи, галопирующая инфляция и громадный внешний долг заставили власти в 1997 году обратиться к IMF.Однако власти Сан-Томе и Принсипи не смогли выполнить рекомендаций банка, и в начале 1998 года им было отказано в помощи. Соглашение было достигнуто в 2000 году и стране списали 2/3 внешнего долга (около 200 млн долл.).
Правление Тровоады характеризовалось высоким уровнем коррупции. Сам президент обвинялся в том, что в 1997 году признал Республику Китай (Тайвань) в обмен на взятку. Этот шаг немедленно привел к разрыву дипломатических отношений с КНР, а Сан-Томе и Принсипи было принуждено немедленно выплатить 17 млн долл. долга Китаю.
После окончания полномочий Тровоада принимает участие в международных миссиях, в основном в португалоязычных странах Африки. В 2009-2014 годах он был исполнительным секретарём Комиссии Гвинейского залива, в 2014-2016 годах – специальным посланником и главой миссии ООН по восстановлению мира в Гвинее-Бисау. В августе 2017 года Тровоада возглавлял миссию наблюдателей сообщества португалоязычных стран на выборах президента Анголы.